# Järnkromhematitpigment
Järnkromhematitpigment är mörkt rödbruna till svarta färgpigment med god värmeavvisande förmåga. De hör till gruppen komplexa oorganiska pigment med hematit- och korund-liknande kristallstrukturer och har därmed utmärkt ljusäkthet och generellt mycket hög tålighet. De framställs genom kalcinering i hög temperatur av önskade proportioner av järn(III)- och krom(III)oxider som bildar en fast lösning med den generella formeln (Cr,Fe)2O3, eller (CrxFe1-x)2O3. De kan även innehålla mindre mängder av andra metalloxider, för justering av egenskaper; till exempel ger mangan en mer neutralt svart färg.
För att vara svarta eller mycket mörka, har dessa pigment en ovanligt bra förmåga att hålla nere temperaturen i solljus, då de är bra på att reflektera infrarött ljus. De används därför gärna inom byggindustrin, för exempelvis husbeklädnader.
Det finns (2018) ingen unik Colour Index-beteckning för dessa järnkromhematitpigment som är framställda som så kallade komplexa oorganiska pigment, utan de anges ofta som C.I. Pigment Green 17 (77288), vilket är samma beteckning som för den okalcinerade krom(III)-oxiden, kromoxidgrönt, liksom för vissa andra varianter av svarta komplexa oorganiska pigment som utgår från kalcinering av kromoxidgrönt. En annan beteckning är C.I. Pigment Brown 29 (77500), som även används för en ljusare brun pigmentform där blandningen av järn(III)- och krom(III)-oxider inte skett vid så hög temperatur och därmed inte har egenskaperna hos ett komplext oorganiskt pigment.